# Vejle (Faaborg-Midtfyn)
Vejle, ook Allested-Vejle, is een plaats in de Deense regio Zuid-Denemarken, gemeente Faaborg-Midtfyn. De plaats telt 1073 inwoners (2020). Het dorp ligt aan de voormalige spoorlijn Odense - Faaborg. Het stationsgebouw in Allested is bewaard gebleven.